# Agno (Pangasinan)
Agno é um município de  terceira classe de renda municipal (d) na província Pangasinan, nas Filipinas. De acordo com o censo de 1 de maio  de  2020 possui uma população de 29 947 pessoas e 7 382 domicílios.